# Das Signal (Garschin)

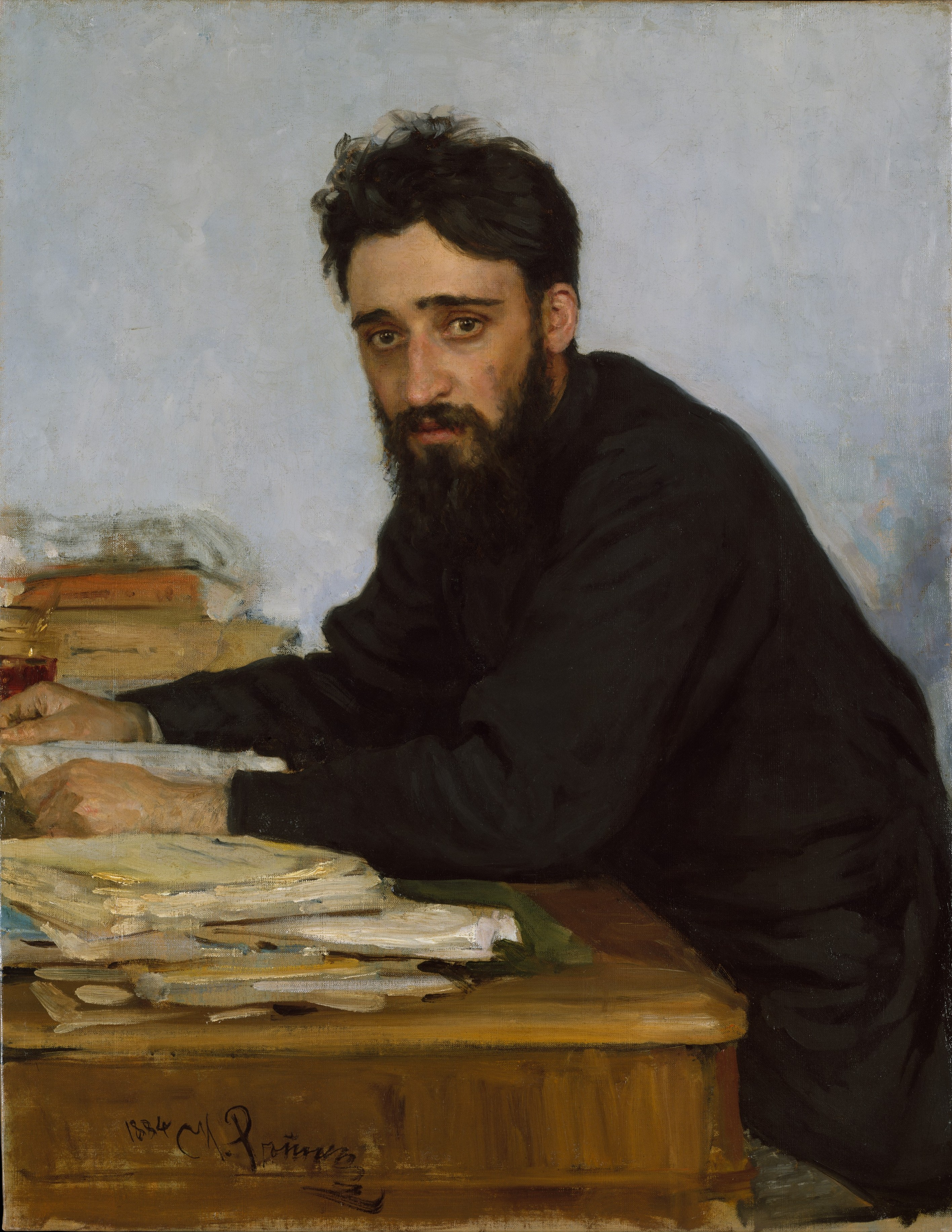
Ilja Repin 1884: Wsewolod Garschin

Das Signal (russisch Сигнал) ist eine Kurzgeschichte des russischen Schriftstellers Wsewolod Garschin, die 1887 im Januarheft des Sewerny Westnik in Sankt Petersburg erschien.

## Inhalt
Semjon Iwanows Ehefrau Arina ist bei einem Kursker Kaufmann im Dienst. Semjon streift Arbeit suchend durchs Land. Auf einer Bahnstation wird er vom Vorsteher erkannt. Beide Veteranen hatten neun Jahre zuvor im selben Regiment gedient. Der ehemalige Offizier verschafft dem ehemaligen Gemeinen Iwanow eine Stelle als Bahnwärter. Semjon holt Arina in sein Bahnwärterhäuschen. Man richtet sich ein. Das ist langwierig. Beispielsweise der Anbau von Gemüse an der Strecke muss vom Stationsvorsteher genehmigt werden. Semjon und Arina warten auf die Genehmigung.
Während der vorgeschriebenen Kontrollgänge entlang der Strecke lernt Semjon an dem einen Ende seines Abschnitts den Nachbarn Wassili Stepanitsch Spiridonow im kollegialen Gespräch kennen. Wassili nennt die Vorgesetzten Menschenschinder, die die von der Regierung für den Monat festgeschriebenen fünfzehn Silberrubel nicht vollständig auszahlen. Wassili hat obendrein eine Geldstrafe bekommen, weil er ohne ein an den Bahnmeister adressiertes Gesuch mit seiner Ehefrau Gemüse angebaut hatte.
Wassili beschwert sich über solche Behandlung beim Streckenleiter. Als letzterer die Strecke inspiziert, schlägt er Wassili das Gesicht blutig. Wassili übergibt die Arbeit an seinem Abschnitt Nr. 164 seiner Frau und will sich in der Moskauer Eisenbahnverwaltung über den Blutsauger beschweren. Semjon rät ab. Wassili hört nicht und macht sich auf den Weg.
Während einer der nächsten Streckenbegehungen stellt Semjon seinen Kollegen Wassili, wie dieser mit der Brechstange die Schiene lockert und sie hebelnd ein wenig verschiebt. Als Semjon die Brechstange verlangt, weil er die Sabotage ungeschehen machen möchte, verschwindet Wassili mit dem Werkzeug im Gebüsch. Als der nächste vollbesetzte Personenzug naht, weiß sich Semjon nicht zu helfen. Er nimmt die Mütze ab, zieht daraus ein Tuch hervor und ritzt sich mit seinem Messer den Oberarm. Das spritzende Blut färbt das Tuch rot. Semjon überwindet das Schwindelgefühl und signalisiert dem Lokführer mit seiner rotgefärbten Flagge die Lebensgefahr. Der Lokführer reagiert. Der Saboteur Wassili dringt aus dem Gebüsch und stellt sich.

## Deutschsprachige Ausgaben
Verwendete Ausgabe
- Das Signal. S. 384–396 in Wsewolod M. Garschin: Die Erzählungen. Übertragen und mit Nachwort von Valerian Tornius. 464 Seiten. Dieterich’sche Verlagsbuchhandlung, Leipzig 1956 (Sammlung Dieterich, Bd. 177)